# Comuni della Colombia

Comuni della Colombia

Il comune (in spagnolo municipio) è la suddivisione amministrativa di secondo ed ultimo livello della Colombia. Ogni comune è amministrato da un sindaco e da un consiglio comunale che rimangono in carica per quattro anni.
In alcuni dipartimenti, in particolare quelli con un territorio particolarmente selvaggio, esistono dei "Distretti dipartimentali" (corregimientos departamentales) che coprono i territori più inospitali e che di fatto non comprendono alcun centro abitato o rari villaggi sparsi.
In Colombia esistono in totale 1.137 comuni e 20 distretti dipartimentali. I dipartimenti più grandi vengono, per una questione puramente statistica, suddivisi in Province, che però non hanno alcuna valenza amministrativa.